# 江頭賢治
江頭 賢治（えとう けんじ、1984年8月25日 - ）は、広島県尾道市向島出身の元サッカー選手、実業家。
サッカー選手時代のポジションはディフェンダー。

## 来歴
向島中央小学校、向島中学校出身。
小学校4年生からサンフレッチェみろくの里Jr.ユースを経て大分トリニータU-18へ入団し、大分東明高等学校へ入学。当時のU-18の監督は皇甫官(ファンボ・カン)。
2002年度はU-18の主将を務めた。当時一緒にプレーした選手として、1学年下に温炳勲(オン・ビョンフン)、2学年下に梅崎司・西川周作がいた。
その後は愛知学院大学を卒業して就職。
2020年にYouTubeへの動画投稿を開始し、エトケンちゃんねるを開設。
2021年にはエトケンちゃんねる公式グッズも販売。
2022年に脱サラし、同年、長崎県大村発の塩ホルモンのお店「けんちゃんホルモン」をオープン予定。

## 関連のある人物
- 皇甫官
- 西川周作
- 梅崎司
- 温炳勲
- Isao a.k.a. Lucas